# Gustaf Skarsgård
Gustaf Caspar Orm Skarsgård (født 12. november 1980 på Södermalm i Stockholm), er en svensk skuespiller. Han er søn af skuespilleren Stellan Skarsgård og bror til Alexander Skarsgård. Hans farfars far var Hjalmar Nilsson. Gustaf Skarsgård gik ud af Teaterhögskolan i 2003.
Han var den svenske Årets Shooting Star på filmfestivalen i Berlin i 2007.

## Udvalgt filmografi
- Kodenavn Coq Rouge - Erik Hamilton (1989)
- Ondskab - Otto Silverhielm (2003)
- Förortsungar - Johan (2006)
- Arn: Tempelridderen - Knut Eriksson af Sverige (2007)
- Ratatouille - Remy, stemme (2007)
- Arn: Riget ved vejens ende - Knut Eriksson af Sverige (2008)
- Patrik 1,5 - Göran Skoogh (2008)
- The Way Back - Voss (2010)
- Kon-Tiki - Bengt Danielsson (2012)
- Darling - Frans (2017)

### Tv-serier
- Vikings - Floki (2013-)

## Hædersbevisninger
- 2004: Nomineret til Guldbagge-prisen for bedste mandlige birolle i Ondskab[2]
- 2007: Vandt Guldbagge-prisen for bedste mandlige hovedrolle i Förortsungar[2]
- 2009: Nomineret til Guldbagge-prisen for bedste mandlige hovedrolle i Patrik 1,5[2]